# Ordine di Federico
L'Ordine di Federico fu un ordine cavalleresco del Regno del Württemberg. Esso venne creato il 1º gennaio 1830 dal Re Guglielmo I del Württemberg in memoria di suo padre Federico I di Württemberg il quale aveva ottenuto il titolo regale nel 1806.

## Gradi
L'onorificenza godeva originariamente di una sola classe, che venne successivamente divisa in diversi ordini di benemerenza:
- Gran Croce (dal 1899 con Corona)
- Commendatore di I Classe
- Commendatore di II Classe
- Cavaliere di I Classe
- Cavaliere di II Classe
- Medaglia d'Oro
- Medaglia d'Argento

| Medaglie                | Medaglie                 | Medaglie                  | Medaglie              | Medaglie               | Medaglie       | Medaglie           |
| ----------------------- | ------------------------ | ------------------------- | --------------------- | ---------------------- | -------------- | ------------------ |
|                         |                          |                           |                       |                        |                |                    |
| Nastri                  |                          |                           |                       |                        |                |                    |
| Cavaliere di Gran Croce | Commendatore di I classe | Commendatore di II classe | Cavaliere di I classe | Cavaliere di II classe | Medaglia d'oro | Medaglia d'argento |

Il 29 settembre 1870 fu la data in cui venne introdotta la suddivisione tra cavalieri di I e di II Classe. Per servizi militari, dal 1870 le medaglie potevano essere concesse anche con spade incrociate. Dall'11 agosto 1892 vennero introdotte anche le medaglie di merito d'oro e d'argento e dal 6 marzo 1889 venne introdotto l'uso della corona su tutte le medaglie di Gran Croce.
L'ordine non era trasmissibile ed era prettamente personale, di modo che alla morte dell'insignito, tutte le medaglie acquisite dovevano tornare al tesoro dell'ordine e questo rimase valido anche al crollo dell'Ordine dopo la fine dell'Impero di Germania.

## Insegne
La medaglia consisteva in una croce patente smaltata di bianco, raggiata d'oro, con al centro un medaglione con impressa in oro l'immagine di profilo di Federico I di Württemberg corredato da un anello circolare smaltato di blu con la scritta "Friedrich I Koenig von Württemberg"
La stella era composta di una placca a stella d'argento a otto raggi, con al centro un medaglione con impressa in oro l'immagine di profilo di Federico I di Württemberg corredato da un anello circolare smaltato di blu con la scritta "Gott und Mein Recht".
Il nastro era azzurro.

## Insigniti notabili
- Gottlieb Graf von Haeseler, Cavaliere di Gran Croce
- Max Samuel von Mayer
- Eduard Mörike
- Heinz Guderian
- Erwin Rommel
- Wilhelm Spemann, cavaliere di I classe
- Ernst von Weizsäcker, Cavaliere di I classe
- Alfred von Tirpitz, Cavaliere di Gran Croce
- Friedrich Theodor Vischer